# Битоня
Битоня (пол. Bytonia, нім. Bitonia) — село в Польщі, у гміні Зблево Староґардського повіту Поморського воєводства.
Населення — 903 особи (2011).
У 1975-1998 роках село належало до Гданського воєводства.

## Демографія
Демографічна структура станом на 31 березня 2011 року:
|          | Загалом | Допрацездатний вік | Працездатний вік | Постпрацездатний вік |
| -------- | ------- | ------------------ | ---------------- | -------------------- |
| Чоловіки | 446     | 116                | 300              | 30                   |
| Жінки    | 457     | 110                | 282              | 65                   |
| Разом    | 903     | 226                | 582              | 95                   |